# Deena Kastor
Deena Michelle Kastor-Drossin (Waltham (Massachusetts), 14 februari 1973) is een Amerikaanse langeafstandsloopster. Ze werd meervoudig Amerikaans kampioene op diverse lange afstanden tussen 8 km en de marathon. Daarnaast heeft zij de Noord- en Midden-Amerikaanse records op de halve en de hele marathon in handen. Bovendien was Deena Kastor sinds 2003 met 47.15 ook recordhoudster van het continent op de 15 km. Begin 2014 werd dit echter verbeterd door Shalane Flanagan. Op de 10.000 meter was Kastor nationaal recordhoudster, maar op 4 mei 2008 werd dit verbeterd door dezelfde Flanagan, die met 30.34,49 bijna zestien seconden van Kastors tijd afhaalde. Kastor nam driemaal deel aan de Olympische Spelen, wat haar eenmaal een bronzen medaille opleverde.

## Biografie
Haar olympisch debuut maakte Kastor op de Olympische Spelen van 2000 in Sydney. Hierbij nam ze deel aan de 10.000 m, maar sneuvelde in de kwalificatieronde.
Kastor is het meest bekend door het winnen van de bronzen medaille op de marathon tijdens de Olympische Spelen van 2004 in Athene. Met een tijd van 2:27.20 eindigde ze achter de Japanse Mizuki Noguchi (goud; 2:26.20) en de Keniaanse Catherine Ndereba (zilver; 2:26.32).
In 2006 won Deena Kastor de marathon van Londen in een tijd van 2:19.36. Ze was hiermee bijna 2 minuten sneller dan Ljoedmila Petrova en Susan Chepkemei en vestigde hiermee een Noord- en Midden-Amerikaans record. Kort daarvoor had ze met een tijd van 1:07.34 op de halve marathon van Berlijn eveneens een Noord- en Midden-Amerikaans record verbroken.
In 2007 werd Kastor vijfde in de Boston Marathon met een tijd van 2:35.09. Op de Olympische Spelen van 2008 in Peking moest ze de wedstrijd voor de finish opgeven.
Deena Kastor is getrouwd met Andrew Kastor. In februari 2011 beviel zij van een dochter.

## Titels
- Amerikaans kampioene 10.000 m - 2000, 2001, 2003, 2004, 2007
- Amerikaans kampioene 8 km - 2005
- Amerikaans kampioene 15 km - 2000, 2001, 2002, 2003, 2007, 2008
- Amerikaans kampioene halve marathon - 2004
- Amerikaans kampioene marathon - 2001, 2007, 2008
- Amerikaans kampioene veldlopen (korte afstand) - 2000
- Amerikaans kampioene veldlopen (lange afstand) - 1997, 1999, 2000, 2001, 2002, 2003, 2007

## Persoonlijke records
Baan
| Onderdeel   | Prestatie               | Datum            | Plaats    |
| ----------- | ----------------------- | ---------------- | --------- |
| 1500 m      | 4.07,82                 | 5 augustus 2000  | Heusden   |
| 2000 m      | 5.42,76                 | 14 juli 2001     | Heusden   |
| 3000 m      | 8.42,59                 | 11 augustus 2000 | Zürich    |
| 2 Eng. mijl | 9.35,89                 | 19 april 2002    | Walnut    |
| 5000 m      | 14.51,62                | 1 augustus 2000  | Stockholm |
| 10.000 m    | 30.50,32 (ex-nat. rec.) | 3 mei 2002       | Palo Alto |

Weg
| Onderdeel      | Prestatie     | Datum          | Plaats       |
| -------------- | ------------- | -------------- | ------------ |
| 10 km          | 31.27         | 8 maart 2003   | Jacksonville |
| 15 km          | 47.15 (ex-AR) | 8 maart 2003   | Jacksonville |
| 10 Eng. mijl   | 51.31         | 2 april 2006   | Berlijn      |
| 20 km          | 1:04.07       | 2 april 2006   | Berlijn      |
| halve marathon | 1:07.34 (AR)  | 2 april 2006   | Berlijn      |
| 25 km          | 1:21.57 *     | 9 oktober 2005 | Chicago      |
| 30 km          | 1:38.29       | 9 oktober 2005 | Chicago      |
| marathon       | 2:19.36 (AR)  | 23 april 2006  | Londen       |

* Deze tijd, gelopen als tussentijd tijdens de Chicago Marathon van 2005, is aanzienlijk sneller dan het huidige Amerikaanse record
van Joan Benoit van 1:24.43 uit 1986 en ook sneller dan het Noord- en Midden-Amerikaanse record van Madaí Pérez van 1:23.26 uit 2006,
maar als zodanig nooit erkend door de AAU resp. de IAAF.

## Palmares

### 3000 m
- 1999: 5e Nikaia '99 in Nice - 8.45,13
- 1999:  Karelia Games in Lappeenranta - 8.57,00
- 2000: 5e Adidas Oregon Track Classic in Portland - 8.51,76
- 2006: 4e Luzern Spitzenleichathletik in Luzern - 8.56,35
- 2007: 4e Norwich Union London Grand Prix in Londen - 8.50,90

### 5000 m
- 1992: 5e Santa Monica Twilight Distance Classic - 16.21,47
- 1992: 4e US Olympic Track and Field Trials in New Orleans - 16.27,32
- 1997:  Northeastern Twilight Meet #2 in Dedham - 15.43,63
- 1998:  Mt Sac Relays- Invitational in Walnut - 15.41,90
- 1999:  adidas Oregon Track Classic in Portland - 15.22,05
- 1999:  DN Galan - 14.56,84
- 2000:  US Olympic Trials in Sacramento - 15.11,55
- 2001: 5e DN Galan - 15.08,02
- 2002:  Amerikaanse kamp. - 15.13,93
- 2007:  DN Galan - 14.52,21
- 2012:  USATF High Performance Meet in Eagle Rock - 15.23,51

### 10.000 m
- 1997:  Amerikaanse kamp. - 32.53,18
- 1997:  World University Games in Catania - 33.45,31
- 1999: 11e WK - 32.11,14
- 1999:  Mt Sac Relays- Invitational in Walnut - 32.17,88
- 1999:  Amerikaanse kamp. - 32.00,72
- 2000:  US Olympic Trials in Sacramento - 31.51,05
- 2000: 18e in serie OS - 34.40,86
- 2001: 11e WK - 32.18,65
- 2003:  Amerikaanse kamp. - 31.28,97
- 2003: 12e WK - 31.17,86
- 2004:  USA Olympic Trials in Sacramento - 31.09,65
- 2005: 4e Amerikaanse kamp. - 31.45,08
- 2007:  Amerikaanse kamp. - 31.57,00
- 2007: 6e WK - 32.24,68

### 5 km
- 1997:  High Altitude Challenge in Alamosa - 17.58
- 1997:  Corrida de Campeones in East Los Angeles - 15.35
- 1997:  Palm Desert - 15.24
- 1998:  High Altitude Challenge in Alamosa - 16.11
- 1998:  Mission Inn North American Challenge in Riverside - 15.21
- 1999:  Harvard Pilgrim in Providence - 15.35
- 2000:  Carlsbad - 15.08
- 2002:  Carlsbad - 14.53,8
- 2015:  Rock 'n' Roll San Jose - 15.48

### 10 km
- 1997:  Nationsbank River Run in Wichita - 33.43
- 1998:  US Classic in Atlanta - 33.10
- 1998:  Arturo Barrios Invitational in Chula Vista - 32.40
- 1999: 4e Bolder Boulder - 32.56
- 1999:  Arturo Barrios in Chula Vista - 33.32
- 1999:  Delchamps Senior Bowl Charity Run in Mobile - 32.56
- 2001:  Bolder Boulder - 33.25
- 2002:  Celestial Seasonings Bolder Boulder - 33.12
- 2003:  Celestial Seasonings Bolder Boulder - 33.17
- 2004:  Circle of Friends New York Mini - 31.44
- 2007:  Tufts Health Plan in Boston - 32.01,0
- 2008:  NYRR New York Mini - 33.13,7
- 2009:  Great Edinburgh Run - 32.38
- 2011:  Great Cow Harbor in Northport - 33.20,7
- 2012:  Dick's Sporting Goods Bolder Boulder - 33.27,3
- 2013: 4e Bolder Boulder - 34.43,7
- 2014: 4e Bolder Boulder - 33.59,0

### 15 km
- 2000:  Gate River Run in Jacksonville - 49.40
- 2001:  Gate River Run in Jacksonville - 49.09
- 2002:  Gate River Run in Jacksonville - 48.12,0
- 2003:  Gate River Run in Jacksonville - 47.14,2
- 2007:  Gate River Run in Jacksonville - 47.19,5
- 2008:  Gate River Run in Jacksonville - 49.36

### halve marathon
- 2000:  halve marathon van Carlsbad - 1:13.16
- 2001:  halve marathon van Virginia Beach - 1:10.08
- 2002: 5e halve marathon van Virginia Beach - 1:12.32
- 2004:  halve marathon van Duluth - 1:10.30
- 2005:  halve marathon van Philadelphia - 1:07.53
- 2006:  halve marathon van Berlijn - 1:07.34
- 2007: 16e WK - 1:09.38
- 2009:  halve marathon van Philadelphia - 1:09.37
- 2010:  halve marathon van Tempe - 1:09.43
- 2010:  halve marathon van New York - 1:09.43
- 2011:  halve marathon van San Jose - 1:12.23
- 2011:  halve marathon van Los Angeles - 1:11.48
- 2012:  halve marathon van Los Angeles - 1:14.51
- 2013:  halve marathon van Pasadena - 1:12.57
- 2013:  halve marathon van New York - 1:13.25
- 2014:  halve marathon van Dallas - 1:11.57
- 2014:  halve marathon van New York - 1:11.38
- 2014:  halve marathon van Philadelphia - 1:09.37
- 2015:  halve marathon van New York - 1:12.51

### 25 km
- 2001: 5e Old Kent River Bank in Grand Rapids - 1:28.19

### marathon
- 2001: 7e New York City Marathon - 2:26.58
- 2002:  Amerikaanse kamp. - 2:26.58
- 2002: 6e Chicago Marathon - 2:26.53
- 2003:  marathon van Londen - 2:21.15
- 2004:  marathon van St. Louis (olymp. selectiewedstrijden) - 2:29.38
- 2004:  OS - 2:27.20
- 2005:  Chicago Marathon - 2:21.25
- 2006:  marathon van Londen - 2:19.36
- 2006: 6e New York City Marathon - 2:27.54
- 2007: 5e Boston Marathon - 2:35.09
- 2008: DNF OS
- 2009: 4e Chicago Marathon - 2:28.50
- 2010: 15e marathon van Londen - 2:28.50
- 2012: 6e marathon van Houston - 2:30.40
- 2013:  marathon van Los Angeles - 2:32.39
- 2013: 9e WK - 2:36.12
- 2014: 11e New York City Marathon - 2:33.18
- 2015: 7e Chicago Marathon - 2:27.47

### veldlopen
- 1990: 72e WK voor junioren in Aix-les-Bains - 15.49
- 1991: 40e WK voor junioren in Antwerpen - 15.24
- 1997: 29e WK in Turijn - 22.02
- 1998: 20e WK lange afstand in Marrakech - 27.06
- 1999: 10e WK lange afstand in Belfast - 28.53
- 2000: 12e WK lange afstand n Vilamoura - 26.59
- 2001: 12e WK lange afstand in Oostende - 29.28
- 2002:  WK lange afstand in Dublin - 27.04
- 2003:  WK lange afstand in Lausanne - 26.02
- 2013: 34e WK in Bydgoszcz - 25.52

## Onderscheidingen
- Jesse Owens Award - 2003